# Szewket Kajbułłajew
Szewket Enwerowycz Kajbułłajew (ros. Шевкет Энверович Кайбуллаев; ukr. Шевкет Енверович Кайбуллаєв; ur. 27 września 1954 w Taszkencie) – ukraiński polityk, działacz społeczny i dziennikarz tatarskiego pochodzenia, redaktor naczelny pisma „Avdet”.

## Życiorys
W młodości pracował jako ślusarz i elektroślusarz. W 1985 roku ukończył studia z dziedziny historii na Uniwersytecie Państwowym w Taszkencie, po czym znalazł zatrudnienie w Instytucie Chemii i Materiałów Roślinnych w Taszkencie jako elektroślusarz. W 1990 roku powrócił na Krym, gdzie pracował w zakładzie „Ant” w Symferopolu. W 1992 roku stanął na czele Towarzystwa Badań nad Historią i Kulturą Tatarów Krymskich, był głównym redaktorem pisma historyczno-etnograficznego „Qasevet”. Od lat dziewięćdziesiątych zasiadał w Medżlisie, gdzie pełnił obowiązki przewodnoczącego wydziału ds. łączności ze społeczeństwem, organizacjami i mass-mediami (od 1999 roku do 2006 roku). W 2006 roku został wybrany z ramienia Ludowego Ruchu Ukrainy do Rady Najwyższej Republiki Autonomicznej Krymu. Obecnie jest przewodniczącym wydziału ds. informacji i łączności z organizacjami społecznymi w Medżlisie, pełni obowiązki redaktora naczelnego pisma „Avdet”. Jest sekretarzem frakcji deputowanych „Kurułtaj-Ruch”.